# 劉鼎 (元)
劉 鼎（りゆう てい、大定22年（1182年） - 太宗4年1月29日（1232年2月21日））は、金朝末期からモンゴル帝国初期にかけて活躍した人物。字は漢宝。済南府章丘県の出身。
『元史』には立伝されていないが『雪楼集』巻19彭城郡献穆侯劉府君神道碑銘にその事蹟が記され、『新元史』には彭城郡献穆侯劉府君神道碑銘を元にした列伝が記されている。

## 概要
「彭城郡献穆侯劉府君神道碑銘」によると、劉鼎は美しい鬚髯と鐘のような声、博覧強記で知られた人物であった。
金末、モンゴルの侵攻によって華北が荒廃すると、劉鼎は祖父が明昌年間の飢饉や泰和年間の大雪の際に食糧を分け与えて民を救ったことを想起し、私財を投じて人々の餓えを救った。また、金朝の行政機構に伴って盗賊が多発しており、これを防ぐために郷里の壮士50人を従え自衛するようになった。
ある時、とある盗賊は歴城を拠点としたため、郡邑も手出しができず民は苦しめられた。そこで劉鼎は僅か数人を連れて城壁を登り盗賊を説得したところ、劉鼎の大胆さを恐れた盗賊は降り、この功績によって劉鼎は忠顕校尉・歴城令の地位を授けられた。また、地元の豪民が遥墻濼と呼ばれる大沢を拠点に悪事をなすと、劉鼎は再び単身遥墻濼を訪れ、相手が油断したところで事前に伏せておいた配下の者に首領の李を捕らえさせたという。
モンゴルによって金朝が滅ぼされると、旧金朝領華北はモンゴルの諸王・功臣に投下領として分配されたが（丙申年分撥）、実際の統治は漢人世侯と呼ばれる軍閥が担っていた。済南を拠点とする世侯の張栄は劉鼎の事を知るとこれを招き、広武将軍・益都総判・兼安撫済南淄徳軍民勧農使・行左右司郎中事の地位を授けられた。
ある時益都を拠点とする軍閥の李全が3道に分かれて済南を攻めようとすると、張栄は激怒してこれを正面から撃退しようとした。この頃病を患っていた劉鼎は兵力差から正面から戦えば勝ち目はないと諭し、また老夫を張栄と偽り李全に使者を派遣することで油断を誘い、果たして李全はこれにより出兵を控えた。
それから間もなく、1232年（壬辰）正月29日に51歳にして亡くなった。劉景石という息子がおり、更にその息子の劉敏中は大元ウルスに仕えて著名となった。